# Hyde Park (park i Australien, Western Australia)
Hyde Park är en park i Australien. Den ligger i kommunen Vincent och delstaten Western Australia, nära delstatshuvudstaden Perth.
Runt Hyde Park är det tätbefolkat, med 982 invånare per kvadratkilometer.. Närmaste större samhälle är Perth, nära Hyde Park. 
Runt Hyde Park är det i huvudsak tätbebyggt. Genomsnittlig årsnederbörd är 820 millimeter. Den regnigaste månaden är juli, med i genomsnitt 142 mm nederbörd, och den torraste är januari, med 11 mm nederbörd.